# Alcázar, Sevilla
Alcázar (špansko Reales Alcazares de Sevilla, španska izgovarjava: [alkaθar])), je kraljeva palača v Sevilli, Španija, originalno mavrska utrdba. Palača je znana kot ena izmed najlepših v Španiji. Je najstarejša kraljeva palača, ki je še vedno v uporabi v Evropi in je bila registrirana leta 1987 v UNESCO-vo svetovne dediščino, skupaj s stolnico in Archivo General de Indias, Sevilla. 
Palača je eden izmed najboljših ohranjenih primerov mudéjar arhitekture. Kasnejši monarhi so tudi dodali svoje dodatke. Višje nadstropje Alcazarja še vedno uporablja kraljeva družina kot uradno bivališče v Sevilli in jih upravlja Patrimonio Nacional.

## Zgodovina

### Islamsko obdobje
V času Almohadov so na mestu današnjega Alcázarja najprej leta 712 zgradili palačo, ki je bila imenovano Al-Muwarak. Bila je ena izmed najbolj reprezentančnih monumentalnih zgradb v mestu, državi in mediteranski kulturi. To vpliv se je kazal tako v zidovju kot vrtovih, začel se je v arabskem obdobju in nadaljeval v poznem obdobju srednjega veka z mudéjar slogom, vse do renesanse, baroka in 19. stoletja. . Kot prebivališče so jo arabski vladarji uporabljali od leta 720 dalje. Leta 884 je pomagala preprečiti vdor Vikingov.
Zgodnja islamska palača je iste starosti kot Alhambra v Granadi, ki je bila razširjena z nastanitvijo v emirjev v enajstem stoletju. Tudi v dvanajstem stoletju se je nadaljevalo utrjevanje in dodajale prostorov. Stoletje pozneje je Almohad znašal že več jardov. Trenutno so ohranjeni Islamsko palača Patio del Yeso, dvorana pravosodja, Patio del Crucero, dvorišče Hiše za trgovino in stene okoliških zgradb.

### Krščansko obdobje
Po zavzetju mesta, ki ga je izvedel kralj Ferdinand III. leta 1248, je postal kraljeva rezidenca. Njegov sin Alfonz X. je izvedel prve reforme, leta 1254 odredil gradnjo treh velikih sob v gotskem slogu. Leta 1364 je Peter I. Kastiljski odločil zgraditi tako imenovano Mudejar palačo, ki je bila prva palača, ki ni bila zaščitena z zidovi in dosegel mavrski videz, ki je zdaj ohranjen in preseneča z bogastvom in okrasom. V dveh letih so mojstri iz Granade in Toleda ustvarili zakladnico mudejarskih dvorišč, ki zdaj stojijo sredi Alcazarja. Leta 1366, ko je končal novo palačo, je izbruhnila državljanska vojna med Petrom I. in bratom Henrikom II. in se končala s smrtjo Petra leta 1369, tako da kralj Peter ni dolgo užival v novi palači. Palača Petra I. velja za najbolj popoln primer mavrske arhitekture v Španiji.

### Alcázar in španska monarhija
Skozi zgodovino je bil Alcazar prizorišče številnih dogodkov, povezanih s špansko krono. Leta 1477 so katoliški kralji prišli v Sevillo in uporabili prostore kot zbornico, leto kasneje, 14. junija 1478, se je v palači rodil princ Juan. Leta 1526 je potekala v Alcázarju poroka Karla V. in Izabele Portugalske. Prav tako si je dal zgraditi mogočne in bogato okrašene dvorane.
Leta 1823, v času vojaškega posredovanja sto tisoč sinov Saint Louisa, je kraljeva družina Ferdinanda VII. živela v Sevilli dva meseca in je Alcázar služil kot kraljevo prebivališče. 17. aprila 1823 se je rodil v mestu infant Enrique de Borbón y Borbón-Dos Sicilias, sin infantinje Francisco de Paula de Borbón.
Palača je bila rojstna hiša infantinje Marie Antoniette Španske (1729-1785), hčerke Filipa V. Španskega in Elizabete Farnese. Kralj je v mestu nadziral podpis Seviljske pogodbe (1729), ki je končala anglo-špansko vojno (1727).
Z odlokom z dne 22. aprila 1931 je vlada druge španske republike, na predlog ministra, dala palačo in njene vrtove občini Sevilla. Zadnji dogodek, povezan z monarhijo je bil 18 marca 1995, kosilo in sprejem za poroko infantinje Elena, hčerke kralja Juana Carlosa I.

## Opis

### Puerta del León
Sedanji vhod v Alcazar je skozi tako imenovana Puerta del León, prej imenovana ''puerta de la montería  in služijo za vstop v preddverje ali dvorišče. Konstrukcija je narejena v slugu  Almohad in je pokrita s ploščicami seviljske keramike (Triana lončarstvo) iz tovarne Mensaque iz leta 1894, po projektu zgodovinarja José Gestosa.
Po prečkanju arabskega zidu (12. stoletje) se pride do dvorišča León. Na levi strani tega dvorišča je ''Sala de la Justicia in v ozadju niz treh lokov odpre steno, star almohadski ostanek, ki je bil del obrambnega sistema Alcazarja. Te odprtine so bile narejene po gradnji palače kralja Petra. Dva stranska loka sta dvojčka in sta bila prvotno oblikovana kot podkvasta loka. Osrednji tvori pompozen polkrožni lok, izdelan iz kamna. Prebodeni loki vodijo do Patio de la Monteria.

### Sala de la Justicia
Tako imenovana sala de los Consejos, je bila del zgodnje muslimanske palače. Ta palača je bila imenovana mexuar, kjer se je delo nadaljevalo v okviru krščanske monarhije. To je kvadratni prostor prekrit z lesenim mudéjar stropom, ki je bil zgrajen v štirinajstem stoletju v času vladavine Alfonza XI.. Poleg Patio del Yeso je ena redkih zgradb, ki je ostala iz obdobja Almohad.

### Patio de las Doncellas
Patio de las Doncellas ali "Dvorišče deklet", se nanaša na legendo, da so Mavri v provinci Sevilji, vključno z Alcazarjem vsako leto zahtevali 100 devic kot poklon od krščanskih kraljestev v Iberiji.
Nižja raven dvorišča je bila zgrajena za kralja Petra I. in vključuje napise, ki opisujejo Petra kot "sultana". Različne razkošne sprejemne sobe se nahajajo ob straneh dvorišča. V središču je velik, pravokoten bazen s poglobljenimi vrtovi na obeh straneh. Pred mnogimi leti je bilo dvorišče v celoti tlakovano z marmorjem, z vodnjakom v sredini. Vendar zgodovinski viri kažejo da so vrtovi in bazen originalno oblikovani in so bili le obnovljeni. Kmalu po tej obnovi, je bilo dvorišče tlakovano z marmorjem na zahtevo režiserja Ridley Scotta. Scott je uporabljal tlakovano dvorišče za dvor kralja Jeruzalema v filmu Kingdom of Heaven. Dvorišče je bilo spremenjeno še enkrat zaradi filma.
Zgornja raven je dodatek, ki ga je po naročilu Karla V. oblikoval Luis de Vega v slogu italijanske renesanse in mudéjar ometa v okrasju. Gradnja tega se je začela leta 1540 in končala leta 1572.

### Los Baños de Doña María de Padilla
V  Los Baños de Doña María de Padilla  ("Kopeli gospe Maríe de Padilla") so rezervoarji za deževnico nameščene pod Patio del Crucero. Rezervoarje so poimenovali po Maríi de Padilla, ljubici Petra Krutega Kastiljskega.

### La Casa de Contratación
Casa de Contratación (Hiša trgovine) je izven la Monteria. Zgrajena je bila leta 1503 s strani katoliških monarhov za urejanje trgovine s kolonijami novega sveta. Hiša je obravnavala povezave v trgovinskih sporih o trgovini z Novim svetom."Hiša" ima kapelo, kjer se je Kolumb srečal s Ferdinandom in Izabelo po svojem drugem potovanju. V kapelici je slika Devica navigator (La Virgen de los Mareantes), ki je ena od prvih slik, ki opisujejo odkritje Amerik in ena od prvih slik na kateri je upodobljen Kolumb.
Po odkritju Amerike, se je kraljica Izabela leta 1503 odločila ustanoviti La Casa de Contratación, institucionalno agencijo za urejanje odnosov z Ameriko in opravljanja nalog nakazila in prejema blaga, ukrepe tehnične, znanstvene in pravosodne dejavnosti, vključno s tožbami, ki so nastali med trgovci. V njenih prostorih so bila načrtovana tudi najbolj poznana svetovna potovanja odkritelja Magallana.
Kar je do danes ohranjeno od starodavne Hiše trgovine, je le del tistega, kar je obsegala na koncu, saj je vključevala še številne druge stavbe. Leta 1717 se je agencija preselila v mesto Cádiz. Od leta 1793, ko so jo pogasili, so vsi deli Casa de Contratación vključeni v celotnem Alcázar.

### Drugi prostori
- Patio de las Muñecas
- Patio de la Monteria
- Puerta del León
- Dormitorio de los Reyes Moros
- Salón de Embajadores, 1427